# 아스코르브산 나트륨
아스코르브산나트륨은 아스코르브산 (비타민 C)의 수많은 무기염 중 하나이다. 분자식은 C6H7NaO6이며 아스코르브산의 나트륨염으로 알려져 있다.
아스코르브산나트륨은 일반적으로 1000mg당 131mg의 나트륨을 공급한다. (1000mg의 아스코르브산나트륨은 869mg의 아스코르브산과 131mg의 나트륨을 포함한다.)
식품 첨가물로써 E 번호 E301을 가지고 있으며 항산화제와 산도 조절제로 사용된다.
생체외 연구에서 아스코르브산나트륨은 다양한 악성 세포주(특히 흑색종에 민감하다)에게 세포독성 효과를 나타내는 것으로 알려져 있다.

## 생산
아스코르브산나트륨은 아스코르브산을 물에 용해시킨 뒤 같은 양의 탄산수소 나트륨을 물에 첨가하여 생성한다. 거품이 멈춘 후 아이소프로필 알코올 을 첨가하면 아스코르브산 나트륨이 침전된다.